# Negatywne wibracje
Negatywne wibracje – debiutancki nielegal polskiego zespołu Afro Kolektyw wydany w 1999 roku.

## O albumie
Płyta rozeszła się w polskim podziemiu hip-hopowym w nakładzie około dwustu egzemplarzy, głównie w środowisku warszawskim. Był to jeden z bardziej znaczących elementów przyczyniających się do jakiej-takiej znajomości owej grupy w kręgach słuchaczy tej muzyki. Był to również katalizator w podpisaniu pierwszego profesjonalnego kontraktu wydawniczego Afro Kolektywu z oficyną T1-Teraz.
Utwory od 11 do 16 to tzw. bonusy.
W 2024 roku, jako forma uczczenia dwudziestopięciolecia albumu, nakładem oficyny Artefact Music wydana została rozszerzona o liczne bonusy oraz zawartość Demo Tape No 1 reedycja pod tytułem Negatywne wibracje Deluxe w formie CD i kasety.

## Lista utworów
1. „AK. Intro”
2. „Mów do mnie Negro”
3. „Impreza jest”
4. „Utah Jazz”
5. „Kto rano wstaje ten się wygrubasi”
6. „Dopsz bujam”
7. „Jamiro”
8. „Geszeft”
9. „Smutny i nudny”
10. „AK. Outro”
11. „Fragmenty gejowskich sesji wolnostylowych”
12. „Intro: Nasi wierni fani wydzwaniają do radia”
13. „Seksualna czekolada”
14. „Realizator”
15. „Nikt tego nie wiedział”
16. „Outro: Slow Jazz”

## Twórcy
- Michał „Afro Jax/Pan Bełgot/Don Fiasco” Hoffmann – wokal, słowa, gitara basowa, instrumenty klawiszowe, automat perkusyjny, gitara elektryczna, produkcja
- Paweł „Nestor/Wielesław-X” Rymsza – wokal, słowa, sampler, trąbka, produkcja
- Maciej „Ryba” Soliński – gitara akustyczna
- Jacek Grudzień – mastering[2]